# フィリップ・パロット
フィリップ・パロット（Philippe Parrot、1831年 - 1894年5月15日）はフランスの画家。

## 経歴
1831年、フランス、ドルドーニュ県のエキシダイユ（Excideuil）に生まれる。パリのアカデミー・シュイスで絵画を学び、1861年より毎年のようにサロン・ド・パリに出品し多くの賞を得た。古典的な絵画、人物画等を得意とし、多くの作品を残した。1894年5月15日フランス・パリにて死去。
彼の作品はフランス南部の古都にあるボルドー美術館、ベルギーのヘント美術館等に収蔵されている。
息子のジョセフ＝マリー＝ジュール・パロ（Joseph-Marie-Jules Parrot:1829-1883)は有名な小児科医になった。

## 作品
- 『パリスの審判』：1869年作：1875年サロン・ド・パリ出品（個人蔵、3.2m×3.0m
- 『エレジー』:1869年作：ボルドー美術館蔵